# Del Carmen
Del Carmen is een gemeente in de Filipijnse provincie Surigao del Norte op het eiland Siargao. Bij de laatste census in 2007 had de gemeente bijna 15 duizend inwoners.

## Geografie

### Bestuurlijke indeling
Del Carmen is onderverdeeld in de volgende 20 barangays:
| - Antipolo - Bagakay - Bitoon - Cabugao - Cancohoy - Caub - Del Carmen - Domoyog - Esperanza - Halian | - Jamoyaon - Katipunan - Lobogon - Mabuhay - Mahayahay - Quezon - San Fernando - San Jose - Sayak - Tuboran |

## Demografie
Del Carmen had bij de census van 2007 een inwoneraantal van 14.892 mensen. Dit zijn 1.334 mensen (9,8%) meer dan bij de vorige census van 2000. De gemiddelde jaarlijkse groei komt daarmee uit op 1,30%, hetgeen lager is dan het landelijk jaarlijks gemiddelde over deze periode (2,04%). Vergeleken met de census van 1995 is het aantal mensen met 2.576 (20,9%) toegenomen.

De bevolkingsdichtheid van Del Carmen was ten tijde van de laatste census, met 14.892 inwoners op 151,68 km², 81,2 mensen per km².